# Елазмостетус березовий
Елазмостетус березовий (укр. клоп березовий; Elasmostethus interstinctus) — вид клопів з родини акантосомових. Поширений в Європі, а також у Канаді та на Алясці. Довжина тіла імаго 8-11,5 мм. Живуть здебільшого в широколистяних та змішаних лісистих місцевостях, а також в парках та приміських садах. Живляться на листі рослин наступних родин: березові (береза, ліщина, осика, вільха), букові (дуб черешчатий, дуб австрійський, бук), вербові (верба, тополя), кипарисові (яловець), падубових, вересові (вакцініум), аралієвих (заманиха ощетіненная).